# Bunuri mobile din domeniul știință și tehnică clasate în patrimoniul cultural național al României aflate în județul Hunedoara
Acestă listă conține bunurile mobile din domeniul știință și tehnică clasate în Patrimoniul cultural național al României aflate la momentul clasării în județul Hunedoara.

## Tezaur
| Foto | Informații generale | Detalii tehnice | Descriere | Deținător                                            | Legături |
| ---- | ------------------- | --- | --- | ---------------------------------------------------- | -------- |
|      | Locomotivă cu aburi | Datare: 1957 - 1958 Școală: Combinatul Metalurgic Reșița Material: metal, tehnică industrială                                | Locomotivă cu abur pentru ecartament îngust 760 mm., 150 CP, tip Dt-n2, seria CFI (Căile Ferate Industriale) „Crișcior 5”. | S.C. Calea Ferată Îngustă S.R.L., Crișcior           | Cimec    |
|      | Vagon de călători   | Datare: 1960 Școală: "Unio" Material: metal, tehnică industrială                                                             | Vagon de călători pe 4 osii, pentru ecartament îngust 760 mm. | S.C. Calea Ferată Îngustă S.R.L., Crișcior           | Cimec    |
|      | Locomotivă cu aburi | Datare: Pusă în funcțiune în 1909 Școală: Uzinele Florisdorff din Viena Descoperit: jud. Hunedoara, Subcetate, Depoul C.F.R. | Locomotivă cu abur cu patru osii motoare, având două sisteme de distribuție, unul fiind pentru acționarea roților dințate necesare mersului pe porțiunile cu cremalieră ale liniei, grație unui al treilea cilindru care, prin intermediul unei distribuții aparte, pune în acțiune angrenajul de roți dințate care-i permit circulația pe linii cu declivație până la 7%. | Compania Națională de Căi Ferate „C.F.R.” S.A., Deva | Cimec    |
|      | Locomotivă cu aburi | Datare: Pusă în funcțiune în 1944 Școală: Henschel and Sohn Descoperit: jud. Hunedoara, Petroșani, Depoul C.F.R.             | Locomotivă cu abur cu cinci osii motoare și o osie alergătoare sistem Bissel, pentru o ușoară înscriere în curbe la viteze mari. Face parte din seria de locomotive de război germane. A fost capturată de trupele sovietice, și, după o exploatare intensă pe liniile din Bucovina și Basarabia, a fost cedată României în 1951. În țară a fost reparată și folosită pentru remorcarea trenurilor de marfă și călători pe linii cu profil de exploatare greu.                                                                          | Compania Națională de Căi Ferate „C.F.R.” S.A., Deva | Cimec    |
|      | Locomotivă cu aburi | Datare: Pusă în funcțiune în 1907 Școală: Linche Hoffmann Descoperit: jud. Hunedoara, Simeria, Depoul C.F.R.                 | Locomotivă cu abur cu trei osii motoare înaintea cărora se află un boghiu alergător, pentru o ușoară înscriere în curbe la viteze mari. Are cuplat un tender de construcție specială tipic seriei germane „P8”. A efectuat o reparație generală în 1993 la depoul Jibou, în urma căreia are multe piese noi. | Compania Națională de Căi Ferate „C.F.R.” S.A., Deva | Cimec    |
|      | Locomotivă cu aburi | Datare: Pusă în funcțiune în 1940 Școală: Uzinele și Domeniile Regale din Reșița Descoperit: jud. Arad, Arad, Depoul C.F.R.  | Locomotivă cu abur cu trei osii motoare, o osie alergătoare și una purtătoare. Este o locomotivă reprezentativă pentru industria românească constructoare de locomotive și, mai ales, pentru seriile de locomotive tender construite în România. Seria de locomotive tender 131000 a fost răspândită ma ales în Banat și vestul Transilvaniei, din care cauză locomotivele au fost supranumite și locomotive bănățene. Această serie a avut o prestație foarte bună în remorcarea trenurilor de călători și marfă pe liniile secundare. | Compania Națională de Căi Ferate „C.F.R.” S.A., Deva | Cimec    |
|      | Locomotivă cu aburi | Datare: Pusă în funcțiune în 1908 Școală: Uzinele Florisdorff din Viena Descoperit: jud. Hunedoara, Subcetate, Depoul C.F.R. | Locomotivă cu abur cu patru osii motoare având două sisteme de distribuție, unul fiind pentru acționarea roților dințate necesare mersului pe porțiunile cu cremalieră a liniei, grație unui angrenaj de roți dințate puse în acțiune de un al treilea cilindru care-i permite circulația pe linii cu o declivație de până la 70%. | Compania Națională de Căi Ferate „C.F.R.” S.A., Deva | Cimec    |
|      | Macara              | Datare: Pusă în funcțiune în 1940 Școală: Uzinele Ardelt Descoperit: jud. Timiș, Timișoara, Depoul C.F.R.                    | Macara cu abur pentru ecartament normal (1.435 mm) având o forță de ridicare de 65 tone. Posedă un catarg lung de 20 de metri, la care sunt atașate un cârlig de mare putere care poate ridica o sarcină utilă de 65 tone și un alt cârlig de sarcină medie - 20 tone. Posedă un troliu acționat de un mecanism complex care este pus în acțiune de un cilindru de mare forță printr-un sistem de bielă - manivelă. | Compania Națională de Căi Ferate „C.F.R.” S.A., Deva | Cimec    |
|      | Locomotivă cu aburi | Datare: Pusă în funcțiune în 1933 Școală: Uzina N. Malaxa Descoperit: jud. Timiș, Timișoara, Depoul C.F.R.                   | Locomotivă cu abur cu trei osii motoare având un boghiu antemergător, pentru o mai bună înscriere în curbe la viteze mari. Este o realizare românească după seria germană „P8”, formând una dintre cele mai bune serii la remorcarea trenurilor de călători și coletărie rapidă. | Compania Națională de Căi Ferate „C.F.R.” S.A., Deva | Cimec    |